# Drable
Adrable o Drable (en francès Azerables) és un municipi francès situat al departament de la Cruesa i a la regió de la Nova Aquitània. Està integrada a la Communauté de communes du Pays Sostranien.

## Demografia
| 1962                                       | 1968  | 1975  | 1982  | 1990  | 1999 | 2007 |
| ------------------------------------------ | ----- | ----- | ----- | ----- | ---- | ---- |
| 1.219                                      | 1.258 | 1.136 | 1.033 | 1.019 | 958  | 864  |
| Des de 1962: població sense dobles comptes |       |       |       |       |      |      |

## Administració
| Període | Identitat     | Partit |
| ------- | ------------- | ------ |
| 2001    | Yves Aumaitre |        |